# レッドクロス〜女たちの赤紙〜
『レッドクロス〜女たちの赤紙〜』（レッドクロス おんなたちのあかがみ）は、「TBS開局60周年特別企画 2夜連続スペシャルドラマ」として同局系列で2015年8月1日21:00 - 23:18と8月2日21:00 - 23:13に2夜連続放送された日本のテレビドラマ。主演は松嶋菜々子。第二次世界大戦中に戦場に赴いた従軍看護婦を主人公に、満州事変から朝鮮戦争までの間の彼女の生き方を中心に描かれた。
視聴率は1日が8.2％、2日が10.7％であった（ビデオリサーチ調べ、関東地区・世帯）。

## 登場人物
天野 希代（あまの きよ）
演 - 松嶋菜々子（幼少期：原涼子、女学生時代：高田里穂）
赤十字の看護婦。
日本人も中国人も差別することなく治療する。
子供の頃から夢見ていた看護婦になれたものの、
戦場の現実にショックを受ける。
それでもしっかり看護婦としての役目を果たしていた。
そこで何があっても諦めずに理想を掲げ、現実主義の大竹軍医(笑福亭鶴瓶)と対立する。
後に満州の開拓村に移ってから亘(西島秀俊)と結婚し、息子の博人(中村瑠輝人)を産む。
一度看護婦を辞めるが、夫の亘に励まされ、再び看護婦として働くようになる。
中川 亘（なかがわ わたる）
演 - 西島秀俊
満州開拓村で中国人と暮らす民間人。
病院で希代と出会ってから交際をするようになる。
後に赤紙を受け取って軍に召集される。戦闘で片手と両足を無くし、病院で希代に看取られて息を引き取る。
中川 博人（なかがわ ひろと）
演 - 工藤阿須加（幼少期：高村佳偉人、少年期：中村瑠輝人）
希代・亘の息子。
生まれた時から満州の開拓村に居たため、中国語が話せる。
幼い頃に大きな怪我をし、そこから破傷風になったが大竹軍医や希代に助けられた。
その時から大竹軍医に憧れを持ち、医者になることを夢見る。
中国で大地と死別した後、ひょんな事から希代に捨てられたと思い込み、中国の軍隊に入る。
後に希代と和解。中国で医者になり、希代と再会を果たす。
天野 大祐（あまの だいすけ）
演 - 山﨑努
天野 絹江（あまの きぬえ）
演 - 浅茅陽子
中川 光（なかがわ ひかる）
演 - 赤井英和
中川 香織（なかがわ かおり）
演 - 渡辺真起子
中川 大地（なかがわだいち）
演 -市村涼風
博人の従兄弟で、光・香織の息子。
開拓村にソ連軍が攻めてきてから、博人と行動を共にする。
後に日本人を恨む中国人の元で博人と働いていた時、強く反抗したために殺された。
馬渕 ハル（まぶち はる）
演 - 高梨臨
希代の後輩で、女学生の頃から看護婦になる努力をしていた。
後に看護婦として希代と再会し、病院で共に働く。
ロシア軍から強姦をうける。
中国共産党の元で暮らすことになった時、幹部である王と恋に落ちる。
やがて希代達が日本に帰る時、王と結婚するため中国に残った。
村本 多美（むらもと たみ）
演 - 柴本幸
高木 志津（たかぎ しづ）
演 - 中島ひろ子
蔵原 基介（くらはら きすけ）
演 - 橋本さとし
軍医中佐で、
典型的な帝国軍人。命令に歯向かう者は容赦なく殴る。
希代が反発した際には代わりに大竹軍医を殴った。
だが希代が一度看護婦を辞めた時には、蔵原も中佐を辞めていた。
溝口 （みぞぐち）
演 - 吉沢悠
軍医少佐。
日本に帰るまで希代らと行動を共にする。
前任者の蔵原中佐とは対照的な人物で、温厚な軍人で看護婦たちからの信頼も厚い。
日本の降伏を知り岡野とともに自決を考えるが希代に説得され思いとどまる。
中国で食料を手に入れる際は襲われながらも危険を引き受けた。
復員後は長崎で医師をしている。また、希代にはひそかに想いを寄せている。
ちなみに人物名の下の名前は公開されていない。
大竹 英世（おおたけ ひでよ）
演 - 笑福亭鶴瓶
希代達と共に働く軍医で、
元は町医者。過去に敵兵を看病したのが上司にばれ、右足を撃たれている。
考え方の違いから希代と対立するが、亘の仲間である中国人や希代の息子、博人の治療をした。
亘が亡くなってからというもの、希代に「諦めろ」と言い続ける。
だが諦めない希代の姿に心を打たれ、好意を持つようになる。
鉄道爆破事件の後、川でソ連軍戦闘機の機銃掃射から希代をかばい、撃たれて亡くなる。
その際に希代に絶対に生き抜いて博人と再会することなど、心の内を伝えた。
岡野悟（おかの  さとる）
演 - 須田邦裕
希代が最初に赴任した時からの陸軍病院所属の衛生兵。階級は陸軍軍曹。
敗戦後も希代たちと行動し、溝口少佐とともに看護婦たちを危険から守っている。
王江明（ワンジャンミン）
演 - 小松拓也
（中国共産党幹部役）
その他
演 - 加藤虎ノ介、神野三鈴、品川徹、日笠圭、梅舟惟永、蔵下穂波、手塚真生、井上朋子、松岡璃奈子、福吉真璃奈、山口景子、安部智凛、今村有希、浦まゆ、谷花音、青木珠菜、山田萌々香、三谷麟太郎、羽村仁成、吉永秀平、日向丈、テイ龍進、林剛史、せんだ雄太 ほか

## スタッフ
- ナレーション - 倍賞千恵子
- 演出 - 福澤克雄
- 脚本 - 橋本裕志
- 音楽 - 千住明
- 撮影監督 - 淺野太郎
- 挿入歌 - Yae「名も知らぬ花のように」
- 赤十字監修 - 川原由佳里（日本赤十字看護大学）
- 歴史監修 - 加藤聖文（国文学研究資料館）
- 軍事指導 - 越康広、長谷部浩幸
- 特殊メイク - 飯田文江、岡田槙
- ガンエフェクト - BIGSHOT
- スタントコーディネーター - 江澤大樹
- 企画 - 瀬戸口克陽
- プロデューサー - 伊與田英徳、川嶋龍太郎、藤井和史
- 協力 - 日本赤十字社
- 製作著作 - TBS

## 制作
ロケには島根県、雲南市、中野の里づくり委員会、笑んがわ市、奥出雲町、大井川鐵道、塩尻・木曾フィルムコミッションなどが協力している。そのほか、おもな協力地は以下の通り。
- 中華人民共和国（遼寧省、吉林省、黒竜江省）
- 長野県（奈良井宿、木曾川、湖南小学校後山分校、霧ヶ峰高原）
- 愛知県（愛知県庁舎、愛知学院大学 大学院歯学研究科学舎）
- 静岡県（大井川 蓬萊橋、富士市 富士山麓）
- 茨城県（筑波海軍航空隊 記念館、旧水海道小学校 本館、宇都宮大学 峰が丘講堂、日本加工製紙 高萩工場跡）
- 東京都（東京農工大学 農学部本館、東京国立博物館 表慶館、国立西洋美術館、荒川 土手）
- 栃木県（足尾銅山）
- 岡山県（旧吹屋小学校、高梁市域）
- 島根県（雲南市域）

また日本赤十字社が制作協力しているため、一般のドラマ内では通常「赤十字」マークが使用できないのに対し（赤十字社#保護標章も参照）、本ドラマでは使用が例外的に許可されている。

## 受賞
- 平成27年度（第70回）文化庁芸術祭賞・テレビ・ドラマ部門 優秀賞[5]

## 関連商品
2016年2月にはDVDも発売される。